# Astrocaryum sciophilum
Espèce

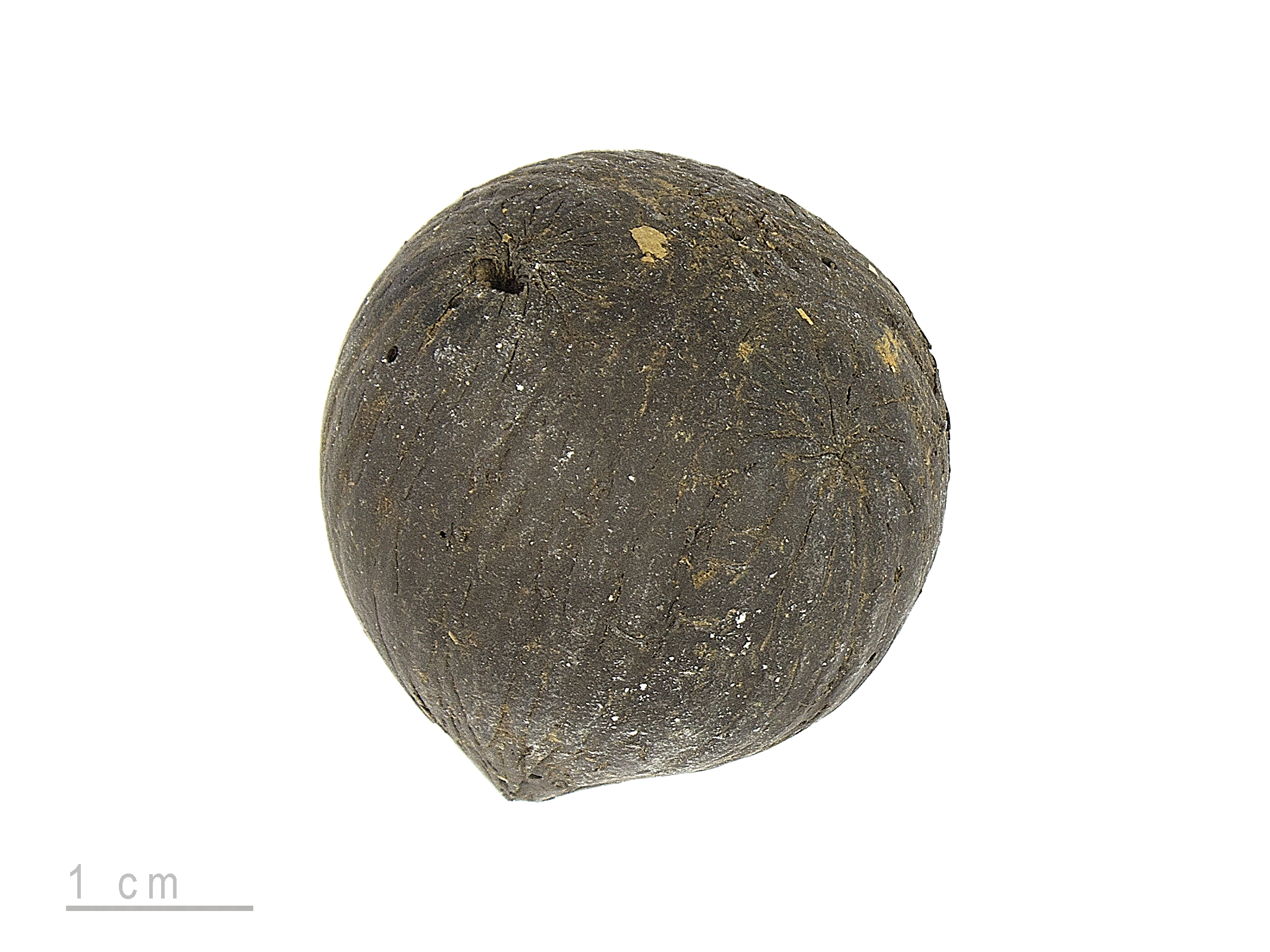
Astrocaryum sciophilum - Muséum de Toulouse.

Astrocaryum sciophilum est une espèce de plantes à fleurs de la famille des Arecaceae. C'est un palmier à feuilles pennées.

## Description
Astrocaryum sciophilum peut mesurer 2 mètres en hauteur. 

## Répartition et habitat
L’espèce est présente dans les Guyanes et au Brésil en Amazonie.